# Jörn Donner
Pour les articles homonymes, voir Donner.
Jörn Johan Donner, né le 5 février 1933 à Helsinki (Finlande) et mort le 30 janvier 2020 dans la même ville, est un producteur, réalisateur, scénariste, acteur, écrivain et homme politique finlandais, membre du Parti social-démocrate de Finlande et Parti populaire suédois de Finlande

## Biographie
Jörn Donner est le fondateur du Centre finlandais pour l’éducation aux médias et les médias audiovisuels. Il fait partie de la famille Donner d'origine allemande[réf. nécessaire]. Il était le fils du linguiste Kai Donner et le petit-fils du linguiste et homme politique Otto Donner.
Jörn Donner a longtemps vécu et travaillé en Suède et a notamment été directeur de l'Institut suédois du film. En 1979, il a été membre du jury du 29e Festival international du film de Berlin. Sur le plan international, Jörn Donner était surtout connu comme le producteur du film Fanny et Alexandre d'Ingmar Bergman (Fanny och Alexander, 1982). En 1984, le film a remporté un total de quatre Oscars, dont l'Oscar du meilleur film international, faisant de lui à ce jour le seul Finlandais à recevoir un Oscar. Son roman Far och son (Père et Fils) a remporté le prix Finlandia en 1985.
Donner était associé à plusieurs partis politiques différents, tels que le Parti social-démocrate et le Parti populaire suédois, et était à différents moments membre du Parlement finlandais et du Parlement européen. En 2007, il a de nouveau été membre du Parlement finlandais pendant une courte période, après la démission d'Eva Biaudet partie prendre un poste à l'Organisation pour la sécurité et la coopération en Europe.
Donner souffrait de cancers de la prostate et du poumon. Il est décédé d'une maladie pulmonaire à l'hôpital Meilahti d'Helsinki le 30 janvier 2020, six jours avant son 87e anniversaire.

### Famille
Jörn Donner est l'époux de l'actrice Harriet Andersson.

## Filmographie

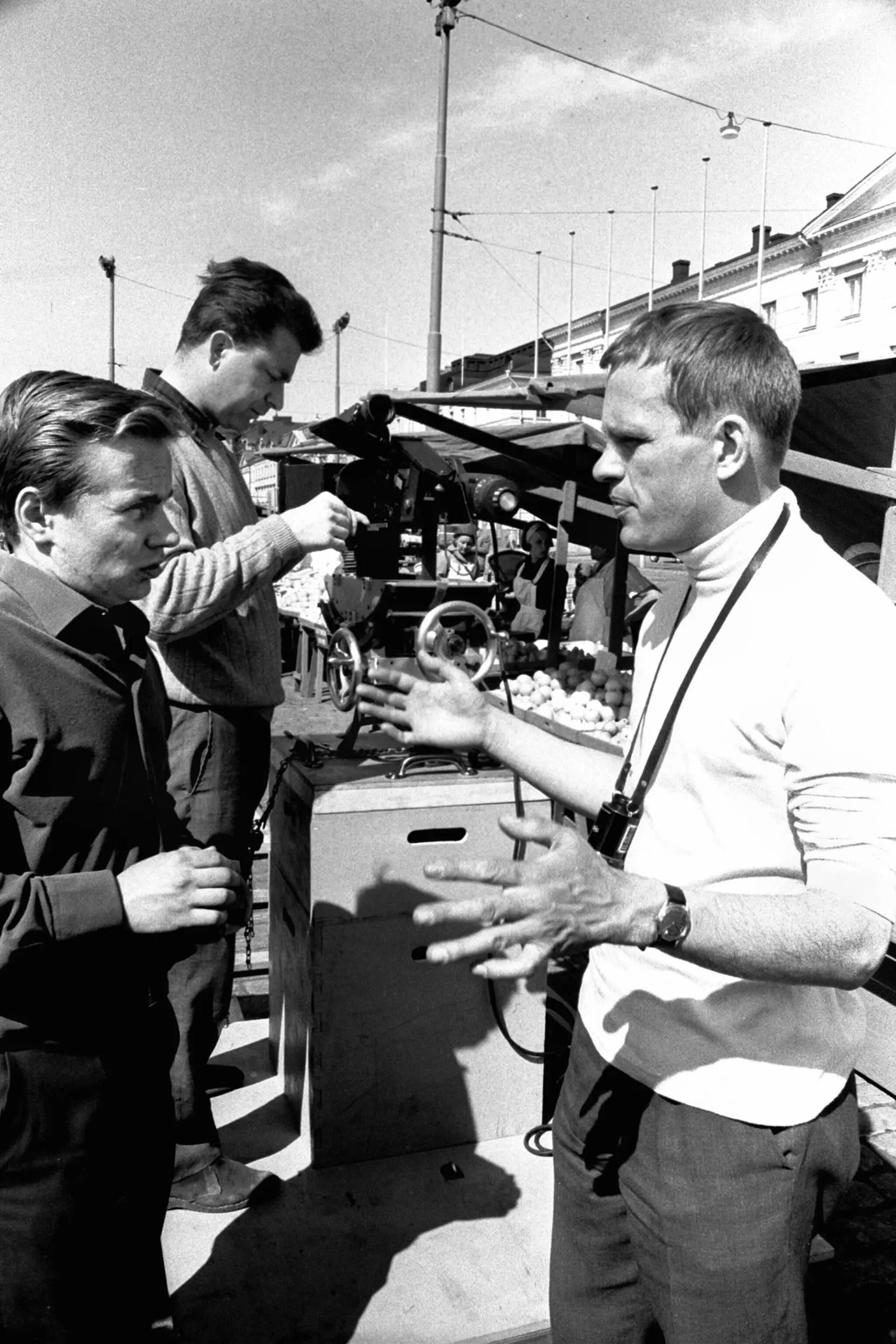
Jorn-Donner lors d'un tournage à Helsinki en 1965.

### Comme producteur
- 1970 : Les Confessions d'un sexophile de lui-même
- 1982 : Fanny et Alexandre d'Ingmar Bergman
- 2000 : Maisons à l'abandon de Lauri Törhönen

### Comme réalisateur
- 1964 : Aimer (Att älska)
- 1965 : Ici commence l'aventure (Här börjar äventyret, taalla alkan seikkailu)
- 1969 : Prélude à l'extase
- 1970 : Les Confessions d'un sexophile
- 1978 : Les hommes ne peuvent pas être violés

## Prix et distinctions
- Prix Finlande de l'Académie suédoise
- Prix national de littérature
- Prix du livre chrétien de l'année, 2002
- Prix Tollander, 2002
- Jussi-béton pour l'œuvre d'une vie, 2014
- Prix Apollo, 2018